# صاحب الجلالة (السعودية)
صاحب الجلالة هو لقب اتخذه الملك عبد العزيز في عام 1345هـ ملك المملكة العربية السعودية، وظل مستخدما مع من أتى بعده من الملوك حتى استبدل اللقب الملك فهد بن عبد العزيز، وقد يطلق أحياناً لقب «جلالة الملك» بدلاً من لقب «صاحب الجلالة».

## صاحب الجلالة
أطلق هذا اللقب على حكام المملكة حيث كان لقب الملك عبد العزيز السلطان وقد تم في مكة المكرمة تغيير اللقب إلى الملك عبد العزيز وهو أول من اتخذ هذا اللقب من حكام السعودية وتم نشر الخبر في جريدة البلاد، وعندما توفي الملك عبد العزيز في عام 1373هـ تمسك ابنه سعود بهذا اللقب وكان يسمى الملك سعود بن عبد العزيز أو أبو فهد في بعض الأحيان وفي المذياع أو الراديو والجرائد يستخدم لقب الملك أو صاحب الجلالة، وعندما عزل الملك سعود عن الحكم في عام 1384هـ وفي عهد الملك فيصل أصبح التلفزيون عند الأخبار يقول: صاحب الجلالة الملك فيصل بن عبد العزيز واستمر ذلك حتى اغتياله في عام 1395هـ وفي عهد الملك خالد بن عبد العزيز أصبح غالبا يلقب بخالد الخير وكان يلقب قليلا بالملك خالد أو صاحب الجلالة الملك خالد وبقي الوضع هكذا حتى وفاته في عام 1402هـ. وفي عهد الملك فهد بن عبد العزيز كان يلقب من عام 1402هـ إلى عام 1407هـ بصاحب الجلالة وفي تاريخ 27/2/1407هـ ألقى الملك فهد خطابه في تلفزيون المدينة المنورة وطلب تغيير لقب صاحب الجلالة إلى لقب خادم الحرمين الشريفين.